# 22 Pułk Armat Polowych (austro-węgierski)
Pułk Armat Polowych Nr 22 (niem. Feldkanonenregiment Nr. 22) – pułk artylerii polowej cesarskiej i królewskiej Armii.
W 1914 roku pułk stacjonował w Pilźnie na terytorium 8 Korpusu.
Pod względem taktycznym pułk był podporządkowany komendantowi 19 Dywizji Piechoty w Pilźnie, a pod względem wyszkolenia komendantowi 8 Brygady Artylerii Polowej w Pradze.

## Komendanci pułku
- płk Johann Regnier (1914[1])